# Тайны Смолвиля (сезон 7)
«Тайны Смолвиля» (англ. Smallville) — американский научно-фантастический телесериал, исполнительными продюсерами и авторами сценария которого являются Альфред Гоф и Майлз Миллар. Сериал повествует о молодых годах жизни Супермена — Кларка Кента, создателями которого являются Джерри Сигел и Джо Шустер. Действие происходит в вымышленном американском городке Смолвиль штата Канзас.
Главными злодеями сезона являются Биззаро и Брейниак.

## Сюжет
Кларк побеждает Бизарро с помощью Солнца и нового «друга» с Марса, который является «Наёмным телохранителем» Кал-Эл’a, после чего находит корабль девушки с Криптона. Оказывается, что она его кузина — Кара. Кара поселяется у Кларка и представляется под именем Кара Кент. Хлоя умирает, спасая свою сестру, но потом вдруг оживает в морге. Лекса арестовывают за убийство жены. Кларк уже почти смирился со смертью любимой Ланы, но оказывается что и она жива. Она подстроила свою смерть, а все это время пряталась в Шанхае. Лекс дает Лане развод, оставляя половину своего состояния. Лана возвращается в Смолвиль и приходит к Кларку.

## В ролях

### Основной состав
- Том Уэллинг — Кларк Кент (20 эпизодов)
- Майкл Розенбаум — Лекс Лютор (20 эпизодов)
- Эллисон Мэк — Хлоя Салливан (20 эпизодов)
- Кристин Кройк — Лана Лэнг (16 эпизодов)
- Эрика Дюранс — Лоис Лейн (12 эпизодов)
- Джон Гловер — Лайонел Лютор (12 эпизодов)
- Аарон Эшмор — Джимми Олсен (12 эпизодов)
- Лора Вандерворт — Кара Кент (12 эпизодов)

### Второстепенный состав
- Теренс Стэмп — Джор-Эл
- Сэм Джонс III — Пит Росс
- Джастин Хартли — Оливер Куинн / Зеленая Стрела
- Джеймс Марстерс — Милтон Файн / Брейниак
- Фил Моррис — Джон Джонс / Марсианский Охотник
- Элейна Хаффман - Дайна Лэнс / Чёрная Канарейка
- Дин Кейн — Кёртис Нокс
- Хелен Слейтер — Лара-Эл
- Кристина Милиан — Рейчел Дэйвенпорт
- Майкл Кэссиди — Грант Габриэль
- Кристофер Хейердал — Зор-Эл
- Марк Маклюр — Дакс-Ур
- Тим Гайни — Эдриан
- Куинн Лорд — Филлипп Ламонт
- Кори Севье — Финли
- Ари Коэн — Реган Мэттьюз
- Конрад Котс — Китинг
- Камилль Митчелл — Нэнси Адамс
- Джилл Тид — Детектив Мэгги Сойер
- Анна Галвин — Джина
- Ким Коутс — Специальный агент Картер
- Джина Холден — Патрисия Суонн
- Роберт Пикардо — Эдвард Тиг
- Рик Раванелло — молодой Эдвард Тиг
- Аарон Дуглас — безымянный злодей

## Список эпизодов
| № общий | № в сезоне | Название                   | Режиссёр       | Автор сценария                                                              | Дата премьеры    | Произв. код | Зрители в США (млн) |
| --- | ---------- | -------------------------- | -------------- | --------------------------------------------------------------------------- | ---------------- | ----------- | ------------------- |
| 133 | 1          | «Бизарро» «Bizarro»        | Майк Рол       | Брайан Питерсон и Келли Содерс                                              | 27 сентября 2007 | 3T6301      | 5.18                |
| Кларк стоит перед фантомом, последним привидением из Фантомной Зоны, но последующая борьба заставляет сломаться дамбу и поток воды спешит вниз к земле. Лекс, которого только что арестовали за убийство Ланы, погружен под водой в патрульной машине, но спасен загадочной молодой женщиной. Лоис удалось вытянуть Хлою в безопасное место, но её считают мертвой в больнице. Та же женщина, которая спасла Лекса, появляется снова на ферме Кентов. Её находит Кларк и узнает что она супердевушка и его кузина с Криптона. |            |                            |                |                                                                             |                  |             |                     |
| 134 | 2          | «Кара» «Kara»              | Джеймс Конуэй  | Тодд Славкин и Даррен Свиммер                                               | 4 октября 2007   | 3T6302      | 4.59                |
| Кларк и Лоис обнаруживают космический корабль Кары, но прежде, чем они смогли открыть его, появляется Кара и ударяет Лоис. Кларк потрясен после того, как Кара сообщает ему, что она должна защитить младенца Кал-Эла. Несмотря на появление Кары, расстроенный Кларк решает, что без Ланы ему нечего делать в Смолвиле, и хочет отправиться в Крепость Одиночества, чтобы начать готовиться как супергерой. Тем не менее, Джор-Эл называет ему отца Кары — Зор-Эла, который — брат Джор-Эла и предупреждает что Кара опасна, следовательно, Кларк должен остаться в Смолвиле, чтобы узнать зачем она пришла на Землю. Лекс делает ошеломляющие открытие относительно Ланы и проекта 33.1. |            |                            |                |                                                                             |                  |             |                     |
| 135 | 3          | «Ужасная погода» «Fierce»  | Уитни Рансик   | Холли Гарольд                                                               | 11 октября 2007  | 3T6303      | 4.82                |
| Кара отчаянно хочет обзавестись друзьями и остаться на Земле, но Кларк говорит ей, чтобы она не высовывалась, пока она не сможет управлять своими силами. Несмотря на его предупреждения, когда проходит конкурс красоты «Мисс Кукурузы», и Кара встречает конкуренцию — Тайлер, Карли и Буря — три заражённых метеоритами лисицы, которые используют свои силы, чтобы украсть ценную карту в скрытой капсуле времени в Смолвиле. После того, как Тайлер увидит Кару, использовавшую свои силы, девушки притворяются, что они её друзья,, но в действительности планируют использовать её для своего плана.                                                                                |            |                            |                |                                                                             |                  |             |                     |
| 136 | 4          | «Исцеление» «Cure»         | Рик Розенталь  | Эл Сэпштайн и Тури Мейер                                                    | 18 октября 2007  | 3T6304      | 5.18                |
| Хлоя узнает, что доктор Куртис Кнокс оперирует заражённых метеоритами людей и удаляет их способности. Отчаянно, чтобы избавиться от своих сил, Хлоя назначает ему встречу, не подозревая, что доктор Кнокс имеет гнусный план убивать своих пациентов и вырезать их органы. Тем временем, Кара уговаривает Джимми помочь ей найти кристалл и игнорирует Кларка, чтобы остаться на ферме после того, как она обнаружит своё местоположение. Лана устанавливает секретный надзор за Лексом. |            |                            |                |                                                                             |                  |             |                     |
| 137 | 5          | «Мотор» «Action»           | Мэйрзи Алмас   | Каролин Драйз                                                               | 25 октября 2007  | 3T6306      | 4.65                |
| Резиденты Смолвиля трепещут когда «Ангел Воитель», кино, основанное в комической книге, начинают снимать в городе. Тем не менее, известная актриса, Рэйчел Дэвенпорт, снимаясь в сцене с автомобилем, узнаёт, что у него сломаны тормоза. Затем в неё пытаются стрелять. Кларк спасает её. К несчастью, одержимый оператор свидетельствует этому героическому случаю и решает что Кларк — супергерой настоящего, чья подруга Лана, и она должна умереть, чтобы Кларк принял свою судьбу супергероя. Тем временем, Лекс обнаруживает Лайонела. |            |                            |                |                                                                             |                  |             |                     |
| 138 | 6          | «Лара» «Lara»              | Джеймс Конуэй  | Дон Уайтхед и Холли Хендерсон                                               | 1 ноября 2007    | 3T6305      | 4.31                |
| Кларк узнаёт, что Кара в Вашингтоне и она ищет кристалл. Кару схватят после того, как она сломает лабораторию и введут в вену криптонит — сыворотку истины. Сыворотка заставляет её вспомнить свою предшествующую поездку на Землю, когда она сопровождала биологическую мать Кларка, Лару на ферму Кентов. Кларк появляется вовремя, чтобы спасти её, но он также попадает под сыворотку и видит то, что видит Кара: свою мать. |            |                            |                |                                                                             |                  |             |                     |
| 139 | 7          | «Гнев» «Wrath»             | Чарльз Бисон   | Келли Содерс и Брайан Питерсон                                              | 8 ноября 2007    | 3T6307      | 4.64                |
| При несчастном случае с криптонитом и молнией, у Ланы появляются силы, такие же как у Кларка. Используя свои суперсилы, она ломает у Лекса сейф и крадёт подтверждения одного проекта, которое она затем доставляет Лоис и Гранту, требуя, чтобы они напечатали статью, раскрывающую секреты Лекса. После того, как Грант откажется использовать украденный материал, Лана решает позаботиться о Лексе сама. Кларк пытается остановить Лану, чтобы она не убила Лекса и далее следует суперборьба между Ланой и Кларком. |            |                            |                |                                                                             |                  |             |                     |
| 140 | 8          | «Синий» «Blue»             | Глен Уинтер    | Тодд Славкин и Даррен Свиммер                                               | 15 ноября 2007   | 3T6308      | 4.51                |
| Кларк слышит из кристалла голос его биологической матери Лары, которая взывает к помощи, и решает выпустить её, несмотря на предупреждения Джор-Эла. Лара и Кларк воссоединяются и она даёт ему кольцо Джор-Эла, которое содержит синий криптонит. Как только Кларк надевает его, появляется Зор-Эл, знающий что синий криптонит забирает силы, он хочет управлять Крепостью Одиночества. Тем временем, Хлоя и Лекс узнают о связи Лоис и Гранта, и оба убеждают их прекратить это. |            |                            |                |                                                                             |                  |             |                     |
| 141 | 9          | «Близнец» «Gemini»         | Уитни Рансик   | Каролин Драйз                                                               | 13 декабря 2007  | 3T6309      | 3.71                |
| Кларк возвращается в Смолвиль из Крепости и сообщает Лане, что Кара пропала. Кларк поддерживает Лану и хочет, чтобы они вместе отомстили Лексу. Она даёт ему всю информацию которую собрала, включая о лаборантке , которая была заражена чужеродной субстанцией. Адриан тайно устанавливает бомбу на Хлое и сообщает Лоис, что если она не получит признания Лекса о своих экспериментах с 33.1, он взорвет бомбу. Хлоя, думающая, что она собирается умирать, признается Джимми, что она заражена метеоритами. |            |                            |                |                                                                             |                  |             |                     |
| 142 | 10         | «Маска» «Persona»          | Тодд Славкин   | Дон Уайтхед и Холли Хендерсон                                               | 31 января 2008   | 3T6310      | 3.81                |
| Пока Кларк заморожен в Крепости, Бизарро наслаждается его жизнью с Ланой. Неподозревая что она живет с Бизарро, Лана наслаждается «новым Кларком» и собирает информацию про многократного убийцу, который высасывает из своих жертв все минералы. Вдвоем они решают, что это должно быть Брейниак (профессор Файн), и Бизарро пытается найти его, чтобы использовать для своих целей. Лекс оглушен реакцией Лайонела, после того как он узнает об аналоге Джулиана. |            |                            |                |                                                                             |                  |             |                     |
| 143 | 11         | «Сирена» «Siren»           | Кевин Фэйр     | Келли Содерс и Брайан Питерсон                                              | 7 февраля 2008   | 3T6311      | 4.01                |
| При тайной работе для проекта Оливера, Хлоя перехватывает один из проектных файлов Лекса, но в этот момент её атакует Чёрная Канарейка, женщина с пронзающим криком. Дина Лэнс, альтер эго Чёрной Канарейки, является хозяином ток-шоу, которое работает на Дэйли Плэнет, и сталкивается с Лоис Лейн. Лекс убеждает Чёрную Канарейку, что Зелёная Стрела и его группа — террористы, и она начинает охоту на Зелёную Стрелу и Кларка. Тем временем, Лоис узнает секрет Оливера. |            |                            |                |                                                                             |                  |             |                     |
| 144 | 12         | «Перелом» «Fracture»       | Джеймс Маршалл | Телесценарий: Каролин Драйз Сюжет: Эл Сэпштайн и Тури Мейер                 | 14 февраля 2008  | 3T6312      | 3.67                |
| Лоис следует за Лексом в Детройт и обнаруживает что он нашёл Кару, которая потеряла память. Финли, молодой человек, который преследует Кару и хочет её увезти, стреляет в Лекса и держит в пленниках Кару и Лоис. После того, как обнаруживают тело Лекса, который впал в кому, Хлоя предлагает излечить его, но Кларк не позволяет ей. |            |                            |                |                                                                             |                  |             |                     |
| 145 | 13         | «Герой» «Hero»             | Майк Рол       | Аарон Хелбинг и Тодд Хелбинг                                                | 13 марта 2008    | 3T6313      | 3.80                |
| Кара и Джимми посещают концерт «One Republic» и там оказывается прежний резидент Смолвиля Пит Росс. Пит непреднамеренно жуёт жвачку, в которой содержится криптонит, и у него появляются супер силы. Кларк и Хлоя обрадованы что встретились с их старым другом, но предупреждают его не использовать свои силы на публике. Тем не менее, Лекс узнает о силах Пита и шантажирует его, чтобы он проник в сейф Лайонела, угрожая, что расскажет о том, что Хлоя является метеоритным уродом. |            |                            |                |                                                                             |                  |             |                     |
| 146 | 14         | «Странник» «Traveler»      | Глен Уинтер    | Телесценарий: Дон Уайтхед и Холли Хендерсон Сюжет: Эл Сэпштайн и Тури Мейер | 20 марта 2008    | 3T6314      | 3.44                |
| Лайонел размещает похищенного Кларка в клетке, облицованной криптонитом, в филиале Luthorcorp. После, Хлоя и Лана находят военное электрическое обороудование на ферме. Они приходят к Лайонелу, который бросает подозрение на Лекса. Хлоя и Лана берут Кару в Крепость, и просят Джор-Эла, чтобы он восстановил её память, так как она единственная кто сможет спасти Кларка. |            |                            |                |                                                                             |                  |             |                     |
| 147 | 15         | «Вэритас» «Veritas»        | Джеймс Маршалл | Келли Содерс и Брайан Питерсон                                              | 27 марта 2008    | 3T6315      | 3.86                |
| Кара решает научить Кларка летать для того, чтобы усилить его шансы против Брейниака. Тем не менее, Брейниак кажется, имеет верх против супер кузенов, и некто из любимых Кларка пойман в ловушку. |            |                            |                |                                                                             |                  |             |                     |
| 148 | 16         | «Спуск» «Descent»          | Кен Хортон     | Дон Уайтхед и Холли Хендерсон                                               | 17 апреля 2008   | 3T6316      | 3.61                |
| Тайна «Вэритас» становится главной целью для Лекса, что начинает большую историю, которая помещает Лекса и Кларка в невероятные разногласия. В эпизоде имеет место главная борьба за власть, итогом которой станет то, что один из персонажей умрёт. |            |                            |                |                                                                             |                  |             |                     |
| 149 | 17         | «Обещание» «Sleeper»       | Уитни Рансик   | Каролин Драйз                                                               | 24 апреля 2008   | 3T6317      | 3.62                |
| Кларк отчаянно пытается найти Кару и Брэйниака — единственного, кто способен вернуть Лану в нормальное состояние. Кларк просит Хлою проверить наличие крупных всплесков электроэнергии, поэтому она взламывает несколько правительственных компьютеров, выключая систему безопасности. Джимми в ловушке между Агентством Безопасности, которое угрожает ему сроком в тюрьме, если он не поможет арестовать Хлою, и Лексом, который предлагает помочь оправдать Хлою, если Джимми останется Лексу должен. |            |                            |                |                                                                             |                  |             |                     |
| 150 | 18         | «Апокалипсис» «Apocalypse» | Том Уэллинг    | Эл Сэпштайн и Тури Мейер                                                    | 1 мая 2008       | 3T6318      | 3.81                |
| Кларк обнаруживает, что Кара отправила сообщения с Криптона из прошлого, которые указывают, что Брейниак хочет убить младенца Кал-Эла, чтобы Кларк не появился в будущем. Кларк думает, что мир должен быть лучше, если бы он никогда не прибыл бы в Смолвиль. Джор-Эл показывает ему, какая стала бы жизнь если Кларк не существовал — Лекс является президентом Соединенных Штатов, Кару воспитали Люторы, Джонатан жив, Лана счастлива в браке, а Хлоя и Лоис — отличные репортёры. |            |                            |                |                                                                             |                  |             |                     |
| 151 | 19         | «Поиски» «Quest»           | Кеннет Биллар  | Холли Гарольд                                                               | 8 мая 2008       | 3T6319      | 3.99                |
| Лекс подвергается нападению скрытым незнакомцем, который вырезает криптонские символы на его груди — сообщение для Кларка. Хлоя и Кларк расследуют и обнаруживают, что один из членов клана Вэритас выжил и скрывается в церкви. Кларк и Лекс мчатся, чтобы быть первыми в нахождении этого таинственного члена Вэритас, который держит ключ к выживанию Кларка. |            |                            |                |                                                                             |                  |             |                     |
| 152 | 20         | «Арктика» «Arctic»         | Тодд Славкин   | Дон Уайтхед и Холли Хендерсон                                               | 15 мая 2008      | 3T6320      | 3.85                |
| Кара сообщает Лексу, что он обречен побеждать Путешественника, и предлагает ему отправится в Крепость, чтобы узнать как это сделать. Кларк ошеломлен, что Кара идёт с Лексом, но обнаруживает, что Брейниак подражает Каре, а настоящая Кара заперта в Фантомной зоне. Хлоя арестована Отделом Внутренней Безопасности и Лана выходит из её коматозного состояния. Тем временем, в эпическом повороте событий, Кларк и Лекс встречаются в Крепости и Лекс узнает секрет Кларка. |            |                            |                |                                                                             |                  |             |                     |